# Putao muntyákszarvas
A Putao muntyákszarvas (Muntiacus putaoensis) az emlősök (Mammalia) osztályának párosujjú patások (Artiodactyla) rendjébe, ezen belül a szarvasfélék (Cervidae) családjába és a szarvasformák (Cervinae) alcsaládjába tartozó faj.
A fajt csak néhány évvel ezelőtt, 1997-ben fedezte fel Alan Rabinowitz biológus. Egy terepi munka alkalmával egy kisméretű szarvas tetemét vizsgálta, melyről akkor még úgy gondolta, hogy egy másik faj fiatal egyedéé, de valójában egy kifejlett nőstény volt. A tetemből vett minták DNS
vizsgálata azt bizonyította, hogy az elpusztult egyed a szarvasfélék egy új fajához tartozik. A helyi
vadászok „levélszarvasnak” nevezték, mivel olyan kis méretű volt, hogy testét egyetlen nagy levélbe be lehetett
burkolni.

## Előfordulása
A faj elterjedési területe igen korlátozott. Mianmar északi részén és az ezzel szomszédos indiai területeken, sűrű erdőkben él. Ismert elterjedési területe a Hakakaborazi Nemzeti Park Mali Kha és Mai Kha folyói közötti hegyvidéki része és Mianmar Kachin államának a nemzeti parkkal szomszédos része. Automatikus fényképezőgépek bizonysága szerint a 700 – 1200 m-es tengerszint feletti magasságon fordul elő. 2002-ben az indiai Arunácsal Prades állam
Namdapha Tigrisrezervátumában is megtalálták. Megfigyelték a Lohit és a Changlang körzetekben, valamint Noklak közelében is. Valószínűleg megtalálható a Pātkai Bum és a Kumon Taungdan körzetek egyes területein is.

## Megjelenése
A kifejlett Putao muntyákszarvas marmagassága mindössze 50 centiméter, testtömege csupán 12 kilogramm, így ez a világ legkisebb méretű
szarvasfaja. Szőrzetének színe világosbarna. A hímek elágazás nélküli agancsa mindössze 2–3 centiméter hosszúságú. Az agancstól eltekintve a himek és a nőstények hasonlóak. A faj utódjai abban
különböznek más szarvasfélék kicsinyeitől, hogy szőrzetükön nem látható pettyezés. A muntyákszarvasformák más fajaitól
eltérően mind a hímeknek mind a nőstényeknek jól fejlett szemfoga van.